# Slowakische Badminton-Juniorenmeisterschaft
Slowakische Badminton-Juniorenmeisterschaften werden nach der Aufspaltung der ČSSR seit 1993 ausgetragen.

## Die Titelträger
| Saison | Herreneinzel      | Dameneinzel          | Herrendoppel                  | Damendoppel                              | Mixed                              |
| ------ | ----------------- | -------------------- | ----------------------------- | ---------------------------------------- | ---------------------------------- |
| 1993   | Jaroslav Heleš    | Aurita Hirková       | Marián Šulko Radovan Janos    | Lenka Němcová Beáta Ďurčová              | Jaroslav Heleš Martina Švecová     |
| 1994   | Marián Šulko      | Lenka Němcová        | Jaroslav Heleš Ivan Piovarci  | Lenka Němcová Beáta Ďurčová              | Jaroslav Heleš Beáta Ďurčová       |
| 1995   | Marián Šulko      | Alexandra Felgrová   | Marián Šulko Radovan Janos    | Radka Majorská Barbora Bobrovská         | Radovan Janos Zuzana Guldanová     |
| 1996   | Pavel Mečár       | Alexandra Felgrová   | Martin Felgr Marian Dirga     | Kvetoslava Orlovská Alexandra Felgrová   | Marek Navrátil Zuzana Kenížová     |
| 1997   | Pavel Mečár       | Barbora Bobrovská    | Pavel Mečár Mari l Dirga      | Barbora Bobrovská Radka Majorská         | Pavel Mečár Barbora Bobrovská      |
| 1998   | Pavel Mečár       | Kvetoslava Orlovská  | Pavel Mečár Marek Janíček     | Kvetoslava Orlovská Gabriela Zabavníková | Pavel Mečár Barbora Bobrovská      |
| 1999   | Lukáš Klačanský   | Kvetoslava Orlovská  | Pavel Mečár Marek Janíček     | Katarina Balonová Pavel Mečár            | Pavel Mečár Barbora Bobrovská      |
| 2000   | Lukáš Klačanský   | Gabriela Zabavníková | Lukáš Klačanský Tomáš Lobotka | Barbora Bobrovská Pavel Mečár            | Michal Matejka Pavel Mečár         |
| 2001   | Ladislav Tomčko   | Gabriela Zabavníková | Ladislav Tomčko Róbert Eliaš  | Gabriela Zabavníková Barbora Bobrovská   | Ladislav Tomčko Barbora Bobrovská  |
| 2002   | Ladislav Tomčko   | Kvetoslava Orlovská  | Ladislav Tomčko Róbert Eliaš  | Kvetoslava Orlovská Zuzana Orlovská      | Tomáš Lobotka Kvetoslava Orlovská  |
| 2003   | Marcel Lichanec   | Kristína Ludíková    | Juraj Kohút Tomáš Ludík       | Kristína Ludíková Valéria Ludíková       | Juraj Kohút Kristína Ludíková      |
| 2004   | Marcel Lichanec   | Zuzana Orlovská      | Vladimír Závada Marián Smrek  | Zuzana Orlovská Radka Cibáková           | Vladimír Marček Veronika Lišková   |
| 2005   | Vladimír Závada   | Zuzana Orlovská      | Vladimír Závada Marián Smrek  | Zuzana Orlovská Radka Cibáková           | Vladimír Marček Veronika Lišková   |
| 2006   | Vladimír Závada   | Zuzana Orlovská      | Vladimír Závada Marián Smrek  | Zuzana Orlovská Daniela Tomková          | Vladimír Závada Zuzana Orlovská    |
| 2007   | Martin Kožár      | Zuzana Orlovská      | Martin Kožár Marek Eliáš      | Zuzana Orlovská Daniela Tomková          | Martin Kožár Zuzana Orlovská       |
| 2008   | Milan Ludík       | Zuzana Orlovská      | Matej Tomčík Tomáš Bányász    | Zuzana Orlovská Soňa Borodáčová          | Milan Ludík Veronika Jariabková    |
| 2009   | Milan Ludík       | Ivana Kubíková       | Milan Ludík Martin Bočák      | Dominika Rebová Romana Surová            | Martin Bočák Alexandra Škultétyová |
| 2010   | Milan Ludík       | Ivana Kubíková       | Milan Ludík Martin Bočák      | Jana Čižnárová Katarína Jargašová        | Milan Ludík Ivana Kubíková         |
| 2011   | Matej Hliničan    | Ivana Kubíková       | Martin Vicen Miroslav Haring  | Jana Čižnárová Kamila Mayerová           | Jozef Balucha Ivana Kubíková       |
| 2012   | Dávid Balucha     | Martina Repiská      | Dávid Balucha Jozef Balucha   | Jana Čižnárová Kamila Mayerová           | Tadeáš Žďárský Nikoleta Bálintová  |
| 2013   | Dávid Balucha     | Martina Repiská      | Dávid Balucha Tadeáš Žďárský  | Nikoleta Bálintová Martina Repiská       | Tadeáš Žďárský Nikoleta Bálintová  |
| 2014   | Tadeáš Žďárský    | Martina Repiská      | Bohumil Kašela Milan Dratva   | Nikoleta Bálintová Martina Repiská       | Dávid Balucha Martina Repiská      |
| 2015   | Milan Dratva      | Katarina Vargová     | Bohumil Kašela Milan Dratva   | Zuzana Palková Katarina Vargová          | Bohumil Kašela Zuzana Palková      |
| 2016   | Samuel Ivanka     | Zuzana Palková       | Samuel Ivanka Richard Šmatlák | Zuzana Palková Katarina Vargová          | Adam Horák Zuzana Palková          |
| 2017   | Andrej Antoška    | Alžbeta Peruňská     | Adam Horák Peter Hrnčár       | Sára Stašková Mia Tarcalová              | Adam Horák Klára Palčeková         |
| 2018   | Andrej Antoška    | Tamara Prostinaková  | Andrej Antoška Jakub Horák    | Alexandra Remeňová Mia Tarcalová         | Jakub Horák Mia Tarcalová          |
| 2019   | Andrej Antoška    | Natália Tomčová      | Andrej Antoška Jakub Horák    | Lucia Vojteková Mia Tarcalová            | Jakub Horák Mia Tarcalová          |
| 2020   | nicht ausgetragen | nicht ausgetragen    | nicht ausgetragen             | nicht ausgetragen                        | nicht ausgetragen                  |
| 2021   | Simeon Suchý      | Sofia Slosiariková   | Boris Kaprják Peter Radoczi   | Júlia Chmurovičová Natália Tomčová       | Simeon Suchý Michaela Telehaničová |
| 2022   | Simeon Suchý      | Sofia Slosiariková   | Simeon Suchý Timon Gunda      | Sofia Slosiariková Michaela Telehaničova | Simeon Suchý Michaela Telehaničová |
| 2023   | Andrej Suchý      | Lea Výbochová        | Andrej Suchý Matúš Poláček    | Lea Výbochová Johanka Ivanovičová        | Andrej Suchý Lea Kyselicová        |
| 2024   | Andrej Suchý      | Lucia Šebová         | Andrej Suchý Matúš Poláček    | Adelka Lachová Tereza Škutová            | Andrej Suchý Lea Kyselicová        |